# Sony Alpha DSLR-A390
Sony Alpha DSLR-A390 — цифровой однообъективный зеркальный фотоаппарат разработанный компанией Sony. Камера относится к начальному уровню и призвана заменить снимаемую с производства А380.
Фактически камера отличается от предшественницы только новым корпусом. Sony изменила корпус камеры, сделав его удобным, как у модели А-350, в отличие от А-380, где ручка хвата под правую руку была неудобна.
А390 была анонсирована в феврале 2010 года, продажи начались в июле.